# Winifred Goldring
Winifred Goldring, née le 1er février 1888 à Kenwood (en) (Albany, État de New York) et morte le 30 janvier 1971 , est une paléontologue américaine, notamment connue pour sa description des stromatolithes et pour son étude des crinoïdes du Dévonien. Elle a été la première femme du pays à être nommée paléontologue d'État.